# Vairengte
Vairengte ist eine Kleinstadt im indischen Bundesstaat Mizoram.
Die Stadt ist Teil des Distrikts Kolasib. Vairengte hat den Status einer Town. Die Stadt ist in 5 Wards gegliedert. Sie hatte am Stichtag der Volkszählung 2011 10.554 Einwohner, von denen 5649 Männer und 4905 Frauen waren. Christen bilden mit einem Anteil von über 83 % die Mehrheit der Bevölkerung in der Stadt. Hindus bilden eine Minderheit von ca. 10 % und Muslime ca. 5 %. Die Alphabetisierungsrate lag 2011 bei 94,7 % und damit deutlich über dem nationalen Durchschnitt. 81,1 % der Bevölkerung gehören den Scheduled Tribes an.